# 孖指徑
孖指徑（英語：Smuggler's Ridge，意即「走私嶺」），海拔337公尺，是香港新界中部的一個山峰，位於金山以北，孖指坳以西。孖指徑原指行經該山山嶺上的山徑，後來成為這座山的山名。孖指徑山腰建有安蔭邨及石籬（二）邨石歡樓，1988年建成。
孖指徑座落於金山郊野公園範圍，其北部即為城門郊野公園。麥理浩徑第6段和衛奕信徑第6段均經過孖指徑，以連接大埔公路和城門水塘。城門隧道穿過此山北部直達葵涌。
孖指徑一帶建有醉酒灣防線，其中的城門棱堡是1941年12月香港保衛戰的主要防守據點之一，現時該處尚存有戰壕、碉堡及地道等遺跡。

## 教育

### 幼稚園
- 仁濟醫院裘錦秋幼稚園（位於澤蔭樓地下）
- 荃灣商會邱健峰幼稚園（位於德蔭樓及耀蔭樓地下）

### 小學
- 慈幼葉漢小學（位於安蔭邨第一期，是全港倒數第二座標準小學校舍）
- 石籬聖若望天主教小學

### 中學
- 裘錦秋中學 (葵涌)（位於安捷街）
- 東華三院伍若瑜夫人紀念中學（位於安捷街）
- 石籬天主教中學（位於安捷街）

## 社區設施
- 北葵涌診所
- 安捷街遊樂場
- 石梨街休憩處

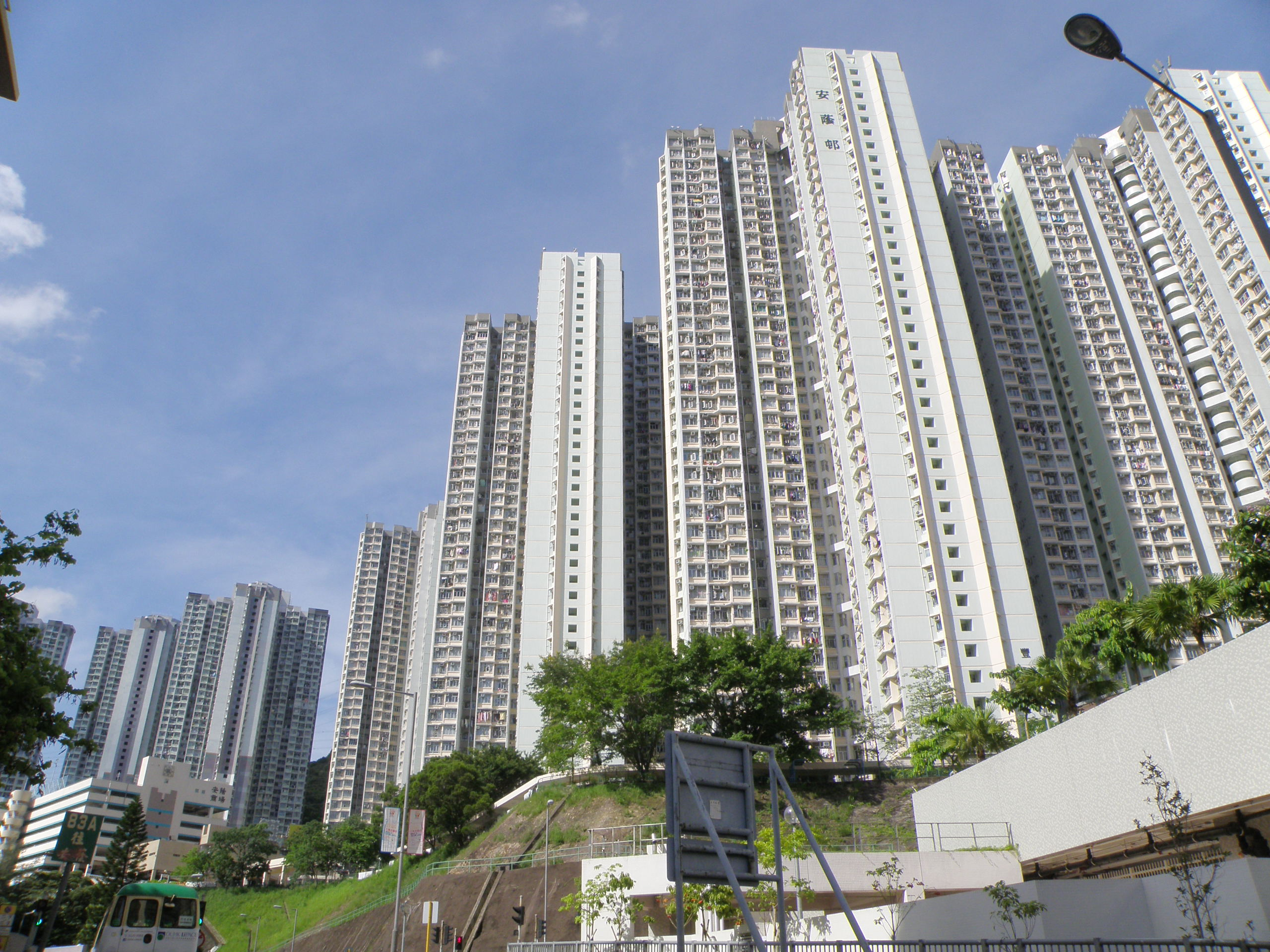
安蔭邨
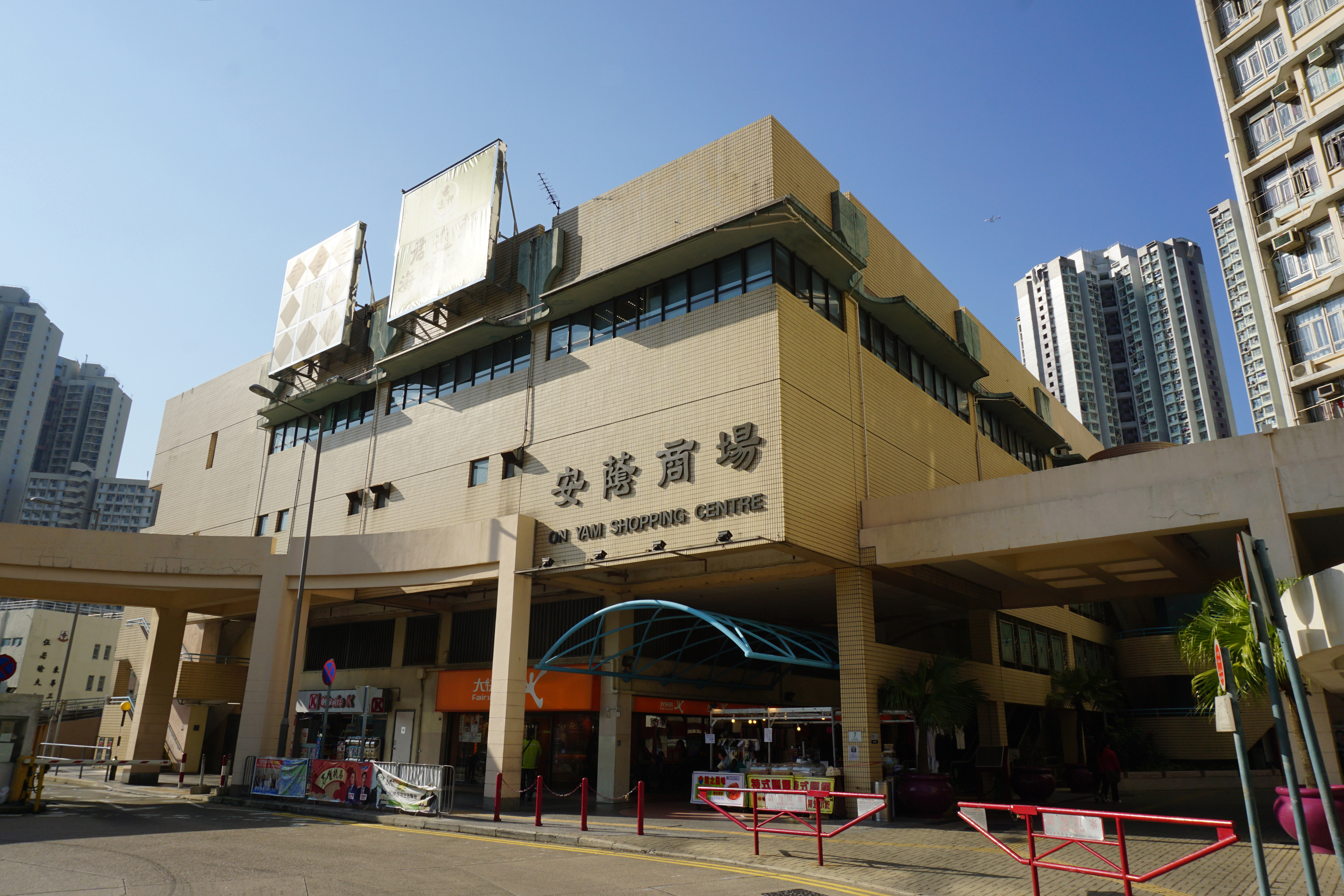
安蔭商場
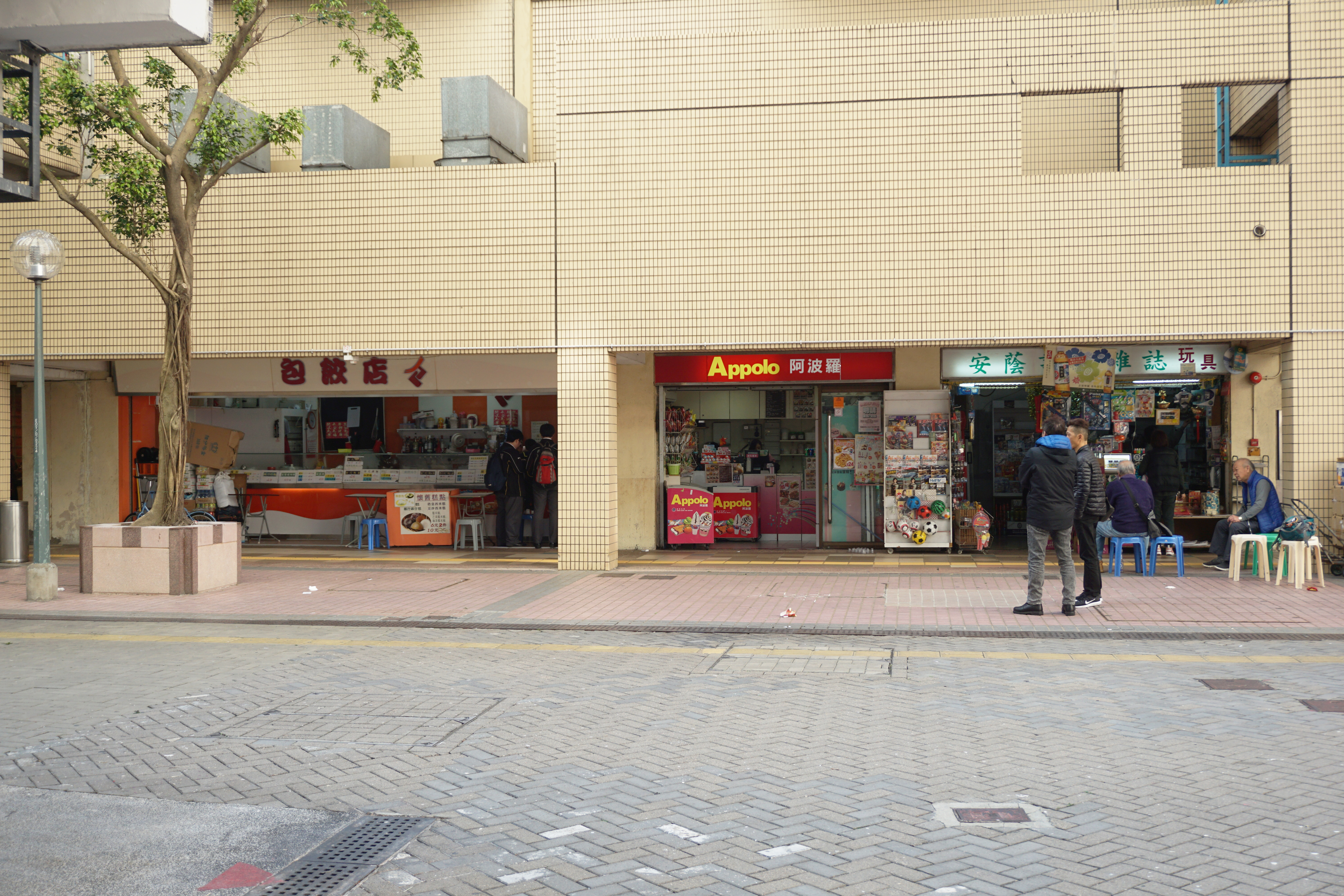
安蔭商場地下
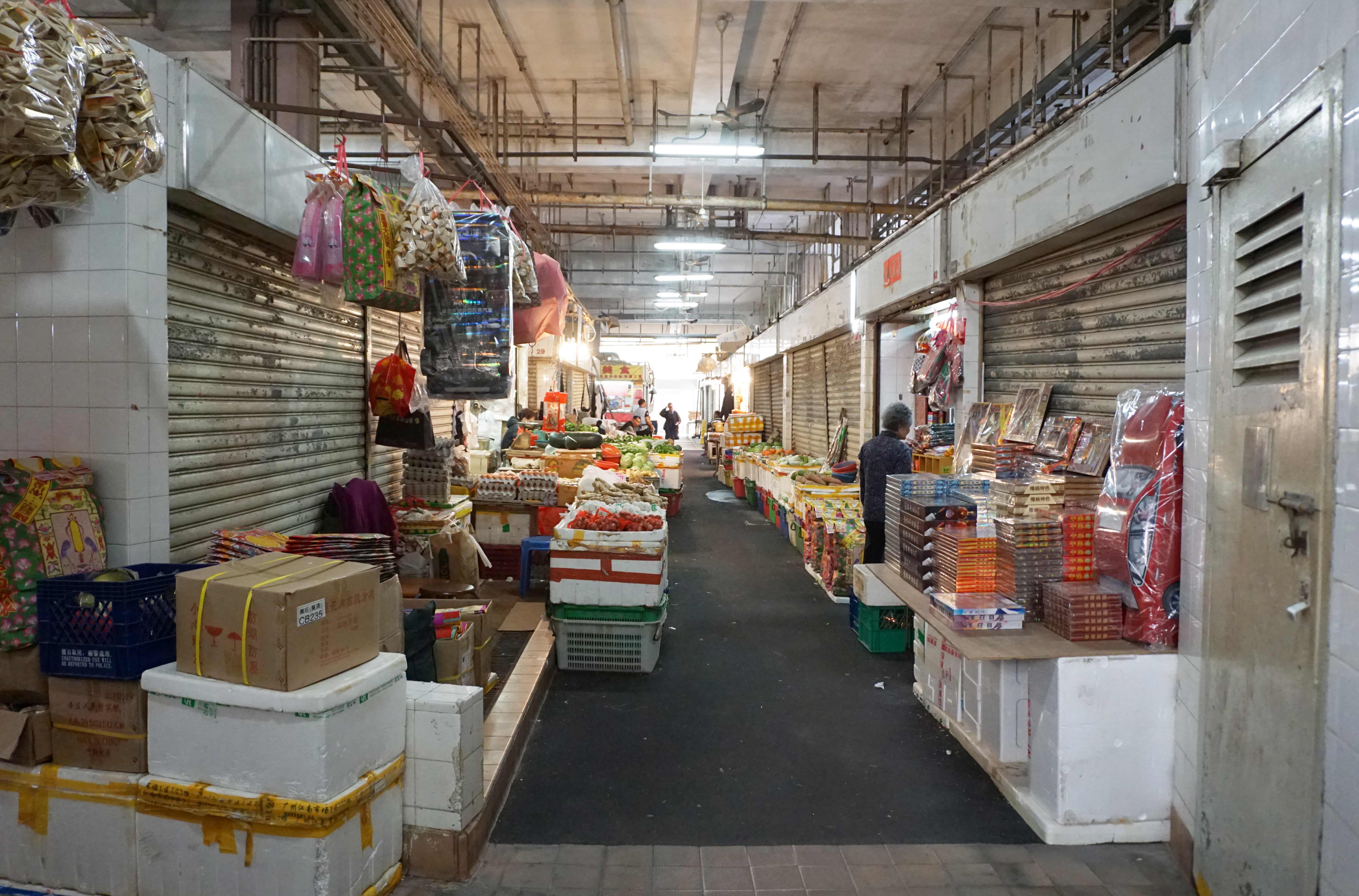
安蔭街市

## 街道
- 安足街
- 安捷街

## 區議會
孖指徑在立法會地區直選當中，屬於新界西（LC4）選區範圍之內，而地方行政則為葵青區。全邨所有樓宇劃為一個選區，隸屬於葵青區議會安蔭選區，現時議席懸空，前任區議員為民主黨成員梁永權。

## 外部連結
- 郊野樂行：孖指徑

## 遠足參考
- . 山上行 www.walkonhill.com. 10月2日  [2013-12-23]. （原始内容存档于2020-06-28）.